# Jay Lethal
Jamar Shipman (Elizabeth (New Jersey), 21 april 1985), beter bekend als "Black Machismo" Jay Lethal, is een Amerikaans professioneel worstelaar, die bekend was in de Total Nonstop Action Wrestling (TNA).

## In worstelen
- Als Jay Lethal
  - Finishers
    - Diving Dynamite
    - Figure four leglock
    - Flipping release dragon suplex
    - Lethal Combination
    - Lethal Injection
    - Lethal Injection II

  - Signature moves
    - EnzuFury
    - European uppercut
    - Leg lariat
    - Running vertical suplex
    - Snap suplex
    - Spinning spinebuster
    - Springboard dropkick
    - Superkick

- Als "Black Machismo" Jay Lethal
  - Finishers
    - Diving elbow drop
    - Lethal Combination

  - Signature moves
    - Diving double axe handle
    - Enzuigiri
    - Flipping release dragon suplex
    - Hair-pull hangman
    - Hip toss followed into a cartwheel and finished with a dropkick to the opponent's face
    - Inverted suplex lifted and flipped into a sitout wheelbarrow facebuster
    - Snap suplex
    - Springboard dropkick
    - Superkick

- Als Hydro
  - Finishers
    - Hydroplane (Springboard DDT)
    - That's All She Wrote

  - Signature moves
    - European uppercut
    - Fireman's carry dropped into a sitout scoop slam piledriver
    - Running vertical suplex
    - Snap suplex
    - Spinebuster

- Met Consequences Creed
  - Finishers
    - Fireman's carry cutter van Creed gevolgd door een diving elbow drop van Lethal

  - Signature moves
    - Lethal military presses the opponent in order for Creed to perform a springboard one–handed bulldog
    - Vertical suplex (Lethal) / Diving crossbody (Creed) combinatie

- Managers
  - Jerry Lynn[1]
  - Kevin Nash[1]
  - SoCal Val[1]
  - Sonjay Dutt[1]

- Bijnaam
  - "Black Machismo"[1]

- Entree themes
  - "Attenzione (Jens O. Remix)" van DJ Flashrider (ROH)
  - "Time and Time Again" van Papa Roach
  - "This Is Not" van Static-X
  - "Push It" van Static-X (JAPW / ROH)
  - "Pussy Liquor" van Rob Zombie (ROH)
  - "Static" van Dale Oliver (TNA)
  - "Pomp and Circumstance (Black Machismo Remix)" van Dale Oliver (TNA)
  - "LethalX" van Dale Oliver (TNA)

## Prestaties
- American Championship Entertainment
  - ACE Tag Team Championship (1 keer met Mo Sexton)

- American Wrestling Alliance
  - AWA Heavyweight Championship (1 keer)
  - AWA Lightweight Championship (1 keer)
  - AWA Tag Team Championship (1 keer met Rob Vegas)

- Big Time Wrestling
  - BTW Heavyweight Championship (1 keer)

- International High Powered Wrestling
  - IHPW Diamond Division Championship (1 keer)
  - IHPW United States Heavyweight Championship (1 keer)

- Jersey All Pro Wrestling
  - JAPW Heavyweight Championship (2 keer)
  - JAPW Light Heavyweight Championship (1 keer)
  - JAPW Tag Team Championship (1 keer met Azrieal)
  - JAPW Television Championship (1 keer)
  - Jersey City Rumble (2009)

- Jersey Championship Wrestling
  - JCW J-Cup Championship (1 keer)
  - JCW Light Heavyweight Championship (1 keer)
  - JCW Television Championship (1 keer)

- Millennium Wrestling Federation
  - MWF Television Championship (1 keer)

- National Wrestling Superstars
  - NWS/WSU King and Queen of the Ring Tournament (2009) – met Miss April)

- Politically Incorrect Wrestling
  - PIW World Championship (1 keer)

- Pro-Wrestling ELITE
  - PWE Interstate Championship (1 keer)

- Ring of Honor
  - ROH World Television Championship (1 keer, huidig)
  - ROH Pure Championship (1 keer)

- Total Nonstop Action Wrestling
  - TNA World Tag Team Championship (1 keer met Consequences Creed)
  - TNA X Division Championship (6 keer)
  - World X Cup (2006) – met Chris Sabin, Sonjay Dutt en Alex Shelley)
  - X Division Wrestler of the Year (2007)

- Unreal Championship Wrestling
  - UCW United States Heavyweight Championship (1 keer)
  - UCW World Heavyweight Championship (1 keer)

- Wrestling Observer Newsletter awards
  - Worst Worked Match of the Year (2006) TNA Reverse Battle Royal op TNA Impact!